# كونراد كيلين
كونراد كيلين (بالألمانية: Konrad Kellen)‏ هو عالم سياسة ألماني، ولد في 14 ديسمبر 1913 في برلين في ألمانيا، وتوفي في 8 أبريل 2007 في باسيفيك بلسيدس، لوس أنجلوس ‏ في الولايات المتحدة.